# Hypena tuma
Hypena tuma là một loài bướm đêm trong họ Erebidae.